# NGC 4933
NGC 4933 (другие обозначения — NGC 4933A, IC 4176, MCG -2-33-102, ARP 176, PGC 45146) — галактика в созвездии Девы.
В этой галактике был обнаружен источник гравитационных волн GW17081, впервые в истории отождествлённый с источником электромагнитного излучения SGRB 170817A — это оказался гамма-всплеск в результате слияния двух нейтронных звёзд.
Этот объект входит в число перечисленных в оригинальной редакции «Нового общего каталога».